# خان اسعد پاشا
خان اسعد پاشا (عربی: خان أسعد باشا) بزرگترین کاروانسرای در قسمت قدیمی دمشق به مساحت ۲٬۵۰۰ مترمربع و به سبک معماری عثمانی در البوزوریاح واقع شده‌است. فرمانداری دمشق، در بین سال‌های ۱۷۵۱ تا ۱۷۵۲ در این مکان بوده‌است. از خان اسعد پاشا به عنوان یکی از بهترین خان‌های دمشق یاد می‌کنند.